# Kröklekulla

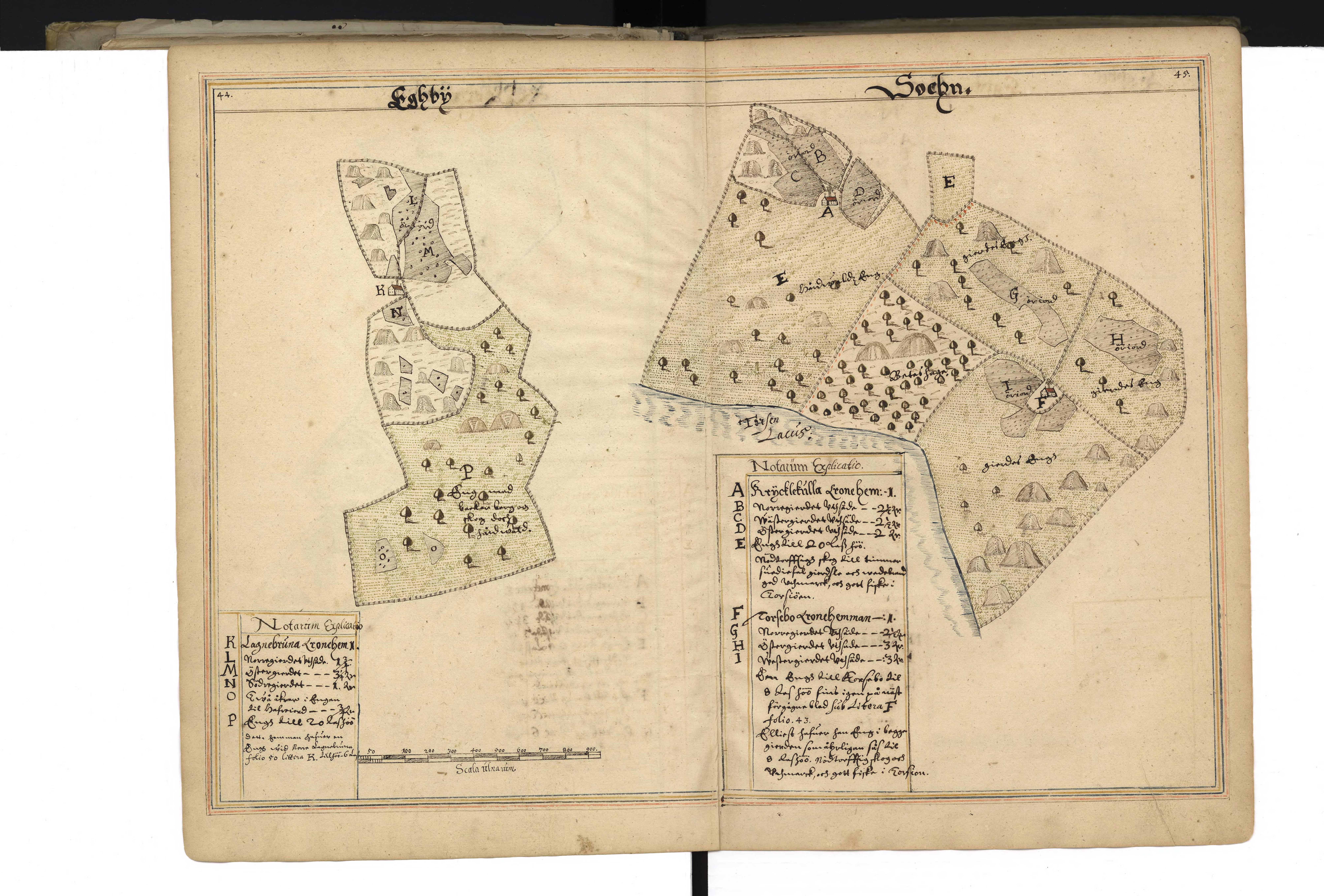
Lagnebrunna och Kröklekulla i Ekeby socken, 1638.

Kröklekulla eller Kröcklekulla är en gård från åtminstone 1600-talet i Ekeby socken, Boxholms kommun. Gården är belägen vid Torrsjön.

## Historik
Kröklekulla är en gård från åtminstone 1638 i Ekeby socken, Boxholms kommun som bestod av 1 kronohemman som senare ändrades till 3⁄4. Gården ägdes åtminstone mellan 1919–1928 av Boxholms AB. Därefter ägdes gården av Johan Alfred Carlsson.

## Byggnader
År 1850 uppfördes en ladugård med loge. Den nuvarande huvudbyggnaden uppfördes 1885. År 1909 tillkom ett magasin.

### Backstugor och torp
På gården har det även funnits ett flertal torp och backstugor vid namn Funkan, Kolkojan, Stenkullen och ett livgrenadjärtorp. PÅ gården har det även funnits en skola vid namn Kröklekulla skola. Torpmärkning utfördes på Stenkullen och Kröklekulla skola 1974, samt Funkan 1994.